# Laura Kightlinger
Laura Kightlinger est une actrice, scénariste, réalisatrice et productrice américaine née le 13 juin 1969 à Jamestown, New York (États-Unis).

## Filmographie

### comme actrice
- 1992 : Stand-Up Stand-Up (série télévisée) : Host
- 1975 : Saturday Night Live (« Saturday Night Live ») (série télévisée) : Various (1994-1995)
- 1995 : Burnzy's Last Call : Radio Newswoman
- 1997 : Who's the Caboose? : Gwenn
- 1998 : The Thin Pink Line : Amber Jean Rose
- 1999 : X-Chromosome (série télévisée) : Bitchy Bitch (voix)
- 1999 : Tenacious D (série télévisée) : Backstage Betty
- 1996 : The Daily Show (série télévisée) : Correspondent (1999)
- 2000 : The Independent (en) de Stephen Kessler : Diana
- 2001 : Pootie Tang : Anchor Woman
- 2001 : L'Amour extra-large (Shallow Hal) : Jen
- 2002 : Run Ronnie Run (en) de Troy Miller : Birthday Woman
- 2003 : Melvin Goes to Dinner : Laura
- 2003 : École paternelle (Daddy Day Care) : Sheila
- 2003 : Bye Bye Love (Down with Love) : Receptionist
- 2004 : DysEnchanted : Cinderella
- 2004 : Présentateur vedette : La Légende de Ron Burgundy (Anchorman: The Legend of Ron Burgundy) : Donna
- 2004 : Wake Up, Ron Burgundy: The Lost Movie (vidéo) : Donna
- 2005 : Lucky Louie (série télévisée) : Tina
- 2005 : Match en famille (Kicking and Screaming) : Donna Jones
- 2005 : Rebound : Car Re-Po Lady
- 2005 : La Main au collier (Must Love Dogs) : Marcia
- 2006 : Le Dahlia noir (The Black Dahlia) : une prostituée
- 2006 : Lucky Louie (série télévisée) : Tina
- 2006 : Raymond (The Shaggy Dog) : Ms. Foster - Teacher
- 2007 : Mama's Boy : Mert's Secretary
- 2008 : Kung Fu Panda : Awed Ninja (voix)
- 2010 : Welcome to the Jungle Gym : Mrs. James
- 2011 : Talking Hedz
- 2011 : Some Guy Who Kills People : Coach Faxon
- 2017 : Lego Batman, le film (The LEGO Batman Movie) : Reporter Pippa / Additional Voices (voix)
- 2015 : Laura Gets Adopted
- 2017 : The Outdoorsman : Kerry
- 2017 : The Truth About Lies : Ms. Harris

### comme réalisatrice
- 2003 : 60 Spins Around the Sun